# Rzuchów (województwo wielkopolskie)
Rzuchów – wieś w Polsce położona w województwie wielkopolskim, w powiecie kolskim, w gminie Dąbie.
W latach 1975–1998 miejscowość położona była w województwie konińskim.